# Bradabyssa papillata
Bradabyssa papillata är en ringmaskart som beskrevs av Hartman 1967. Bradabyssa papillata ingår i släktet Bradabyssa och familjen Flabelligeridae. Inga underarter finns listade i Catalogue of Life.